# Curdi in Siria
I curdi in Siria (in curdo Kurd li Sûriyê‎; in arabo الأكراد في سوريا‎?) costituiscono il secondo gruppo etnico più numeroso del paese dopo gli arabi. Sono distribuiti in maggioranza nel nord del paese, mentre cospicue comunità sono concentrate a Damasco e ad Aleppo. La minoranza curda venne repressa dallo Stato siriano, in particolare nel 1962, quando venne revocata la cittadinanza a un quinto dei membri della comunità. Nell'ambito della guerra civile siriana la maggior parte dei territori a maggioranza curda venne inglobata nell'Amministrazione Autonoma della Siria del Nord-Est.

## Storia

### Medioevo e periodo ottomano
Le popolazioni curde prima del XX secolo non costituivano un gruppo omogeneo e non si riconoscevano in un'identità etnica o linguistica; l'identità tribale rivestiva infatti un ruolo più importante. Molte popolazioni curde, specie nella regione di al-Qusayr, si arabizzarono o si integrarono in confederazioni tribali turche o arabe. Il monte Curdo ospitava le tribù degli Amikan, dei Biyan, degli Sheikan, degli Shikakan, dei Jums, dei Robariya, dei Kharzan, dei Kochar e dei Khastiyan. Nella Giazira vi erano i Milli, i Dakkuri, gli Heverkan, gli Hasenan e i Miran. La riva sinistra dell'Eufrate, inclusa la regione di Jarabulus, venne insediata dai curdi nel XVII secolo, raccolti nelle tribù degli Alaedinan, degli Shedadan, degli Sheikan, dei Kitkan e dei Pijan. Molti funzionari e militari curdi furono insediati dalle autorità ottomane a Damasco, nel Hawran e in Palestina.
La comunità curda di Damasco trae le sue origini al XIII secolo, ai tempi degli Ayyubidi, anch'essi curdi, ed era costituita prevalentemente da militari; molti di questi militari curdi si stabilirono prima nel quartiere di Suq al-Saruja e successivamente nel monte Qasiyun. Il quartiere curdo di Damasco si espandette nel corso dei secoli grazie all'arrivo di curdi da territori di tutto l'Impero ottomano. A partire dal XIX secolo i notabili curdi damasceni estesero la propria influenza a scapito della tradizionale élite religiosa e acquisirono il controllo di numerosi terreni attorno alla città; le principali famiglie notabili curde a emergere a Damasco furono gli Yusufi, gli Shemdini e gli Abid. La comunità curda di Damasco era fortemente integrata nel tessuto economico e politico della città e l'identità curda rappresentò uno strumento per stringere relazioni clientelari. Sempre a partire dal XIX secolo si costituì un quartiere curdo anche ad Aleppo.

### Periodo mandatario
Nel 1920 venne proclamato in Siria il mandato francese della Siria e del Libano. Le famiglie notabili curde damascene, seppur arabizzate, non aderirono alle cause del nazionalismo arabo, preferendo dimostrare lealtà alle autorità francesi. Diverse furono le attitudini nei confronti dei francesi da parte delle varie tribù curde; mentre i Kiktan e i Milli cooperarono con i francesi, diversi gruppi aderirono alla causa panislamica e si ribellarono fino al 1926. Negli anni del mandato comparve per la prima volta una coscienza politica tra i curdi siriani, specie nell'ambito del movimento autonomista della Giazira e in quello islamico dei Murud. La classe dirigente araba siriana identificò le mobilitazioni curde come un ostacolo nella realizzazione di una nazione siriana, identificata nel nazionalismo arabo. Nel 1924 il deputato Nuri Kandy rivendicò l'autonomia per le regioni curde siriane. Rivendicazioni simili furono pronunciate anche da vari capi tribali.
Il nazionalismo curdo emerse in Siria in particolare in seguito alla ribellione dello Sceicco Said avvenuta in Turchia nel 1925. Molti intellettuali curdi si trasferirono da Istanbul in Siria, dove contribuirono alle attività della lega di Xoybûn e favorirono la formazione di una coscienza identitaria e politica curda anche in Siria. I fratelli Jaladat e Kamuran Badirkhan giocarono un ruolo fondamentale nella rinascita della lingua kurmanji. Ispirati anche dagli intellettuali arabi, gli attivisti del Xoybûn identificarono i propri obiettivi nella modernizzazione e nel contrasto del nazionalismo turco. Il movimento culturale curdo si attivò anche in ambito sociale, attivando varie organizzazioni filantropiche nella Giazira. Nel 1932 venne fondata la rivista Hawar, diretta da Jaladat Badirkhan e che contribuì allo studio della cultura e della letteratura curda e alla diffusione di un alfabeto curdo in caratteri latini. Nel 1941 Kamuran Badirkhan avviò trasmissioni radiofoniche in lingua curda. Comparvero in Siria numerose associazioni culturali curde che diffusero l'operato dei fratelli Badirkhan.
Le autorità mandatarie non inclusero la lingua curda nel sistema educativo siriano, per non compromettere le relazioni con la Turchia e per non alterare i nazionalisti arabi. Gli attivisti curdi indirizzarono quindi i propri sforzi nella diffusione della lingua curda in corsi privati e nelle scuole coraniche. Gli sforzi nella standardizzazione della lingua curda non attirarono però gli interessi delle popolazioni curde, anche data l'assenza di una solida élite intellettuale tra la comunità e a causa delle condizioni difficili nelle quali versava l'economia siriana.

### I primi decenni dopo l'indipendenza
In seguito all'indipendenza della Siria la Giazira sperimentò un intenso sviluppo economico; la meccanicizzazione dell'agricoltura portò numerosi contadini curdi a stabilirsi nelle città. L'esodo rurale e le tensioni con i grandi proprietari terrieri favorirono la diffusione del comunismo e del sindacalismo tra i curdi siriani. Il vuoto creatosi dal ritiro di molti degli esponenti del Xoybûn portò molti curdi ad attivarsi nel Partito Comunista Siriano, che si raccolse attorno al curdo damasceno Khalid Bakdash. I curdi avevano poca influenza politica in parlamento, ma erano sovrarappresentati nell'esercito. Di origine curda furono i dittatori Husni al-Za'im e Adib al-Shishakli, così come i primi ministri Muhsin al-Barazi e Fawzi Selu; molti oppositori politici condannarono la dirigenza di al-Za'im e di al-Barazi, accusandola di voler instaurare un regime politico curdo.
Tra il 1958 e il 1961 la Siria aderì alla Repubblica Araba Unita; le nuove autorità percepirono la minoranza curda come un ostacolo, sia a causa della sua identità non araba, sia perché associata al tradizionale mondo dei notabili. Le autorità della nuova repubblica implementarono politiche di arabizzazione e la cultura curda venne repressa. Numerosi insegnanti egiziani furono insediati nelle regioni curde. In questo contesto nacque il Partito Democratico Curdo della Siria, legato al Partito Democratico Curdo e il cui programma politico venne plasmato in buona parte da Jalal Talabani; attivo clandestinamente, il partito venne scoperto nel 1960 e migliaia di suoi membri vennero arrestati. L'indipendenza restaurata nel 1961 non migliorò le condizioni della minoranza curda. Nel 1962 il governo svolse un censimento speciale nella Giazira, in occasione del quale a 120000 curdi, costituenti circa un quinto della comunità, venne revocata la cittadinanza siriana, rendendoli apolidi; la motivazione fu che questi fossero immigrati illegalmente dalla Turchia e dall'Iraq con il supporto statunitense in modo da diluire il carattere arabo della Giazira.

### Il periodo ba'thista

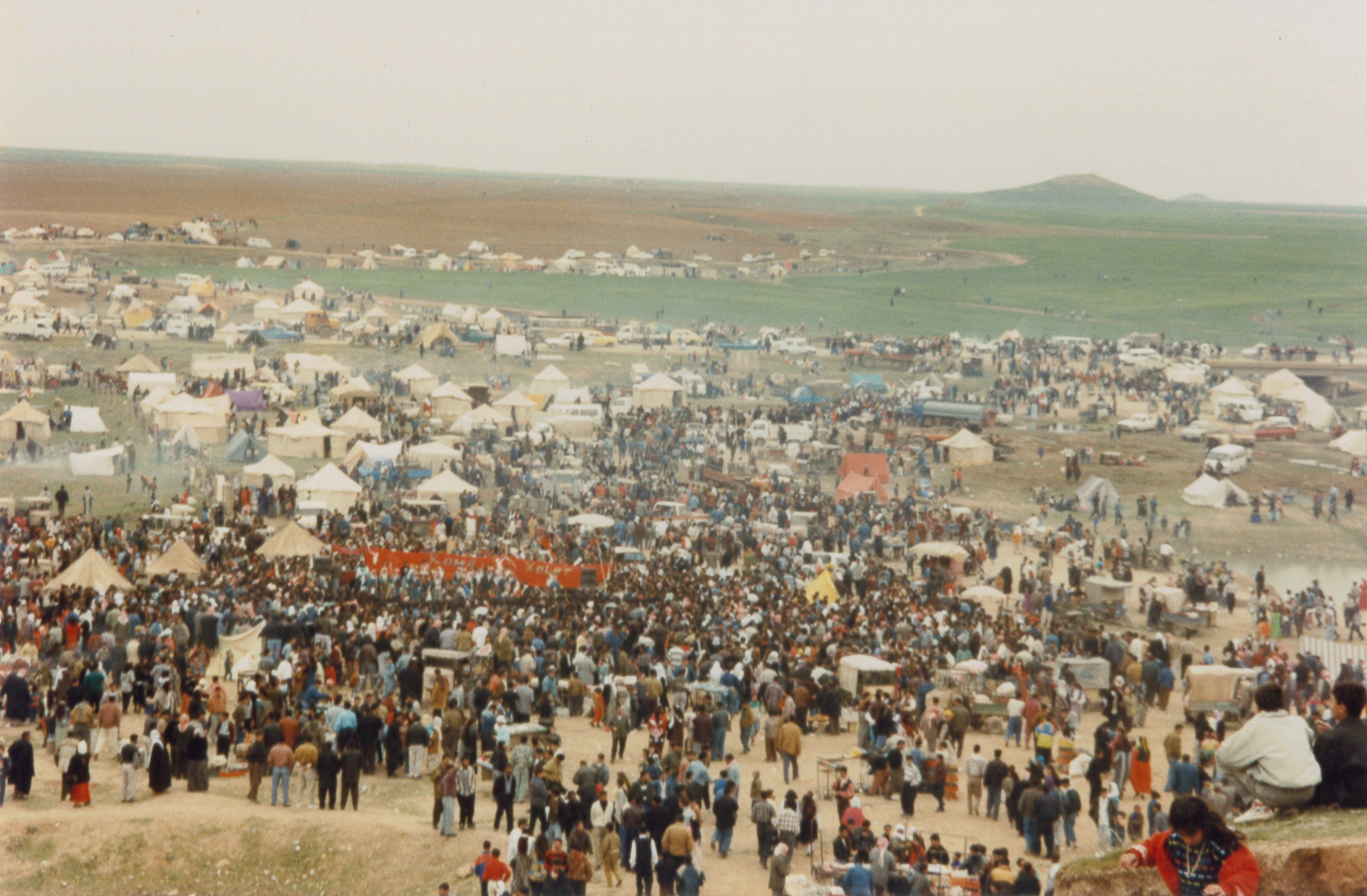
Curdi in Siria celebrano il Nawrūz, dintorni di al-Qamishli, 1997

Nel 1963 il partito Ba'th conquistò il potere in Siria e nel 1970 Hafiz al-Asad divenne il capo dello Stato. Nel 1962 l'ufficiale Muhammad Talab al-Hilal pubblicò un rapporto nel quale identificò la minoranza curda come un pericolo per la nazione araba, similmente a Israele, e propose la deportazione e la repressione dei curdi e la militarizzazione e colonizzazione dei loro territori da parte di coloni arabi. A partire dal 1973 lo Stato siriano implementò politiche di arabizzazione e colonizzazione nella Giazira, insediando quattromila famiglie arabe della tribù dei Walda provenienti dai terreni allagati dopo la realizzazione della diga di Tabqa.
Il regime ba'thista represse l'identità curda anche in ambito culturale, precludendo la possibilità di registrare i neonati con prenomi curdi e arabizzando i toponimi. L'insegnamento della lingua curda non era supportato, a differenza di quanto avveniva per gli armeni e gli assiri, i quali erano organizzati attraverso un'intensa rete di scuole private e associazioni culturali che garantivano la sopravvivenza delle loro lingue. La scuola pubblica favoriva l'arabizzazione dei giovani curdi, scoraggiati a parlare la loro lingua madre. Il divieto delle pubblicazioni curde, avviato già dal regime di al-Shishakli, venne rinforzato dal regime ba'thista, che escluse forzatamente la lingua curda anche dall'ambiente di lavoro e dagli eventi sociali, compresi i matrimoni. Nel 1986 a Damasco la polizia si scontrò contro dimostranti curdi che celebravano il Nawrūz. Scontri in occasione del Nawrūz si verificarono anche nel 1995 e nel 1997.
Tra gli anni 1970 e 1990 il regime favorì l'integrazione di alcune importanti personalità curde nel sistema di potere, in particolare esponenti di confraternite islamiche, tra i quali emerse in particolare Ahmad Kuftaru, che venne nominato gran mufti della Siria. Kuftaru divenne un importante punto di riferimento per la popolazione sunnita siriana, sia curda che araba, e attraverso la sua influenza il Ba'th potette legittimare la divisione tra Stato e religione e condannare l'islamismo politico. Altra eminente figura religiosa curda identificata con il regime fu Muhammad Sa'id Ramadan al-Buti. Altre figure di origine curda, tra le quali Mahmud Ayyubi, Hikmat Shihaki e Mahmud al-Kurdi, conquistarono importanti posizioni di potere nel governo e nelle forze di difesa e di sicurezza. A partire dal 1976, per contrastare l'opposizione dominata dagli arabi sunniti, al-Asad fermò le politiche di arabizzazione dalla Giazira e favorì l'ingresso dei curdi nei ranghi delle forze armate siriane, specie nelle unità speciali. In seguito al massacro di Hama del 1982 gli oppositori sunniti cominciarono quindi ad associare i curdi al regime.
A partire dagli anni 1970 la Siria espresse il proprio appoggio ai movimenti politici curdi in Iraq in funzione antirachena, sostenendo l'Unione Patriottica del Kurdistan e il Partito Democratico Curdo e tollerando il reclutamento di centinaia di curdi siriani come peshmerga. Negli anni 1980 la Siria permise poi al Partito dei Lavoratori del Kurdistan di stabilire basi sul suo territorio in funzione antiturca e permise a questo di stabilire un controllo di fatto di molte zone curde, in particolare nel monte Curdo. Negli anni 1990 i curdi furono ben rappresentati in parlamento da candidati indipendenti, alcuni dei quali sostenitori del Partito dei Lavoratori del Kurdistan. Il regime siriano tollerò il contrabbando sulle zone di confine, che rappresentava il principale motore economico nelle sottosviluppate regioni curde. Il sostegno siriano al Partito dei Lavoratori del Kurdistan si concluse nel 1998: Abdullah Öcalan venne espulso dal paese, molti vertici dell'organizzazione vennero consegnati alle autorità turche e numerosi militanti vennero incarcerati. Gli attivisti del partito fondarono nel 2003 il Partito dell'Unione Democratica.
Nel marzo 2004 scoppiarono ad al-Qamishli violenti scontri tra curdi locali e visitatori arabi di Deir el-Zor. L'intervento delle forze di sicurezza e la morte di sei bambini curdi fecero precipitare la situazione e la rivolta si estese nei seguenti giorni in varie città di tutto il paese a concentrazione curda; i manifestanti curdi attaccarono vari uffici e opere pubbliche, scatenando una violenta reazione da parte del governo e delle milizie filogovernative. Gli scontri provocarono decine di morti, centinaia di feriti e migliaia di arresti.

## Cultura
I curdi in Siria sono prevalentemente concentrati in tre regioni: la Giazira, la regione di Jarabulus e il monte Curdo. Sono di lingua kurmanji e sono per la stragrande maggioranza musulmani sunniti. Vi sono anche ventisei villaggi yazidi, distribuiti tra il monte Simeone, il monte Curdo, la valle di Afrin e la Giazira. Il sufismo e le confraternite islamiche rivestono un ruolo importante tra i curdi siriani e la loro influenza venne rafforzata in particolare a partire dal 1925, in seguito all'arrivo di numerosi sceicchi dalla Turchia. Molti curdi siriani fanno riferimento in particolare alla Kuftariyya, branca della Naqshbandiyya. L'osservanza religiosa si rafforzò poi soprattutto negli anni 1970. La festività del Nawrūz cominciò a riscontrare popolarità tra i curdi siriani a partire dagli anni 1960. Le comunità curde di Damasco e di Aleppo sono linguisticamente arabizzate. La cultura letteraria e folcloristica curda in Siria venne rivitalizzata a partire dagli anni 1980 sotto l'influenza del Partito dei Lavoratori del Kurdistan.